# Rejon buryński
Rejon buryński – jednostka administracyjna wchodząca w skład obwodu sumskiego Ukrainy.
Rejon utworzony w 1940, ma powierzchnię 1100 km² i liczy około 31 tysięcy mieszkańców. Siedzibą władz rejonu jest Buryń.
Na terenie rejonu znajdują się 1 miejska rada i 22 silskie rady, obejmujące w sumie 56 wsi i 4 osady.
We wsi Słoboda urodził się Witalij Biłonożko, ukraiński śpiewak.